# Kloosterhof (Sint Joost)

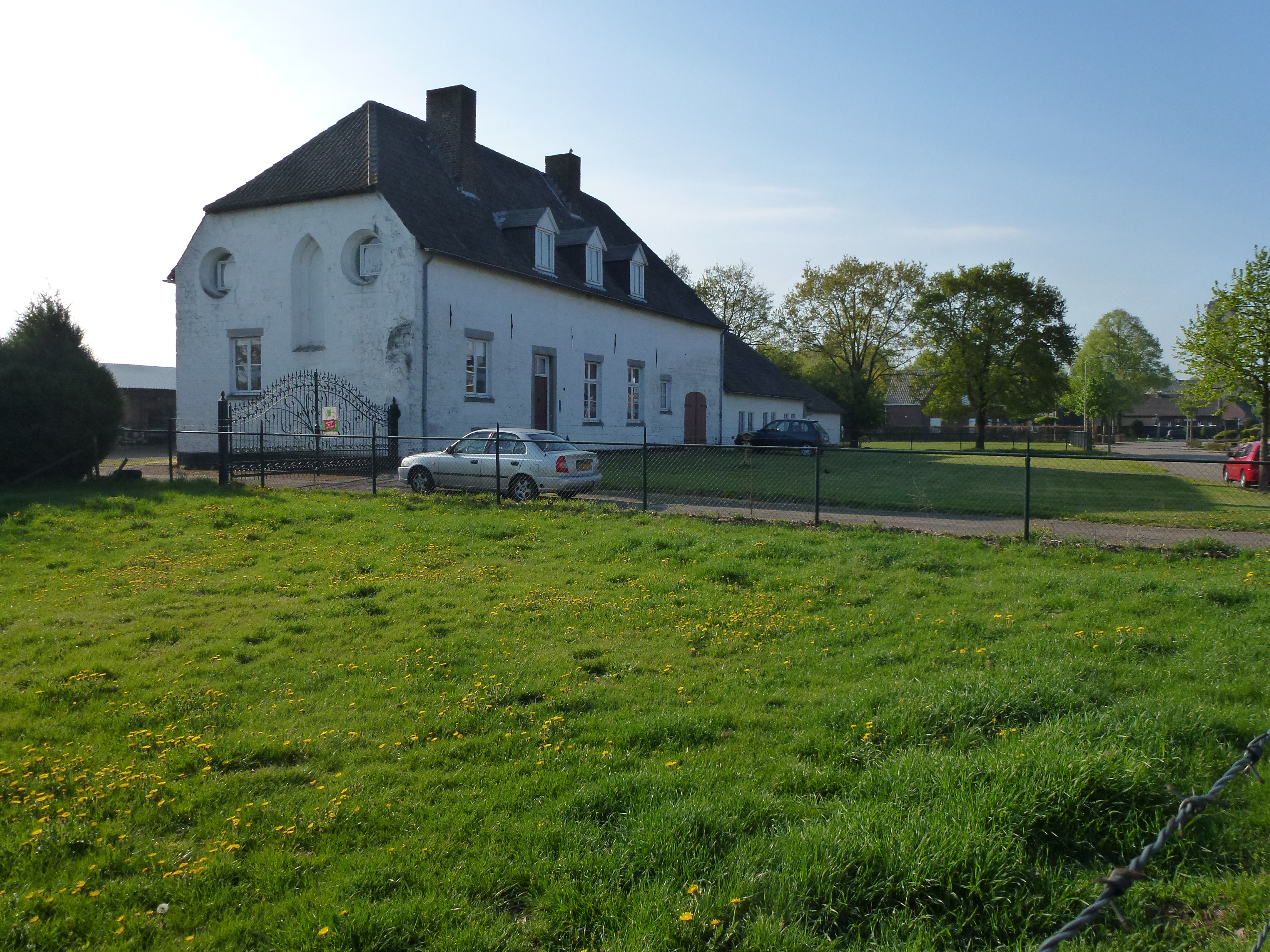
Kloosterhof

Het Kloosterhof is een historische boerderij te Sint Joost in de Nederlandse provincie Limburg, gelegen aan Caulitenstraat 12.

## Geschiedenis
De boerderij is gedeeltelijk in mergelsteen opgetrokken. Het is een overblijfsel van het omstreeks 1300 gestichte klooster van de Caulieten. Spitsboogvensters aan de achterzijde getuigen hier nog van. De strenge orde der Caulieten raakte al vroeg in verval, en deze werd opgevolgd door Begarden en weer later door Franciscanen.
De kloosterkerk, was nog tot 1748 in gebruik, maar werd daarna gesloopt. Het kloostergebouw werd geleidelijk tot een boerderij verbouwd. In 1969 is de boerderij nog gerestaureerd en in 2014 werd het verbouwd tot een zorgboerderij voor verstandelijk gehandicapten, Thomashuis genaamd. In het gedeelte wat bij gebouw is heeft de Herbergier (zorginstelling voor mensen met dementie) ook een verstaging.
Het Kloosterhof is geklasseerd als rijksmonument.

## Legenden
Volgens de legende zou het klooster vanaf 1312 (toen de orde werd opgeheven) zijn bewoond door Tempeliers en zouden de bewoners later uitgemoord zijn. Dit alles is onwaarschijnlijk, al is het denkbaar dat enkele Tempeliers na 1312 tot een andere orde zouden zijn toegetreden en aldus hier kwamen. Een andere legende beweert dat de Bokkenrijders hier ter plaatse hun inwijdingsrituelen zouden hebben gehouden.